# Foraminifera
Os foraminíferos formam um grande grupo de cromistas com pseudópodos reticulados (finas projeções do citoplasma que se ramificam e se fundem formando uma rede dinâmica), chamado de Foraminifera. Todos os foraminíferos possuem uma teca  ou concha, que pode conter uma ou mais câmaras (unilocular ou multilocular, respectivamente) sendo todas ligadas por uma pequena abertura chamada "forâmen". A teca pode ser calcária (CaCO3 na forma de calcita ou aragonita), aglutinada com partículas do meio ou, mais raramente, proteica (quitinosa). A composição da teca e seus aspectos morfológicos são os principais elementos na classificação taxonômica. Normalmente são menores do que 1 mm, mas há macroforaminíferos, que chegam até 190 mm.
Distribuem-se desde as zonas estuarinas até as planícies abissais e estão presentes de pólo a pólo. Atualmente, são conhecidas aproximadamente 275 mil espécies, incluindo fósseis e viventes. Os fósseis mais antigos datam do Pré-Cambriano.

## História
O primeiro relato descrevendo-os como organismos é atribuído a Heródoto (485 a.C.? – 420 a.C.), que observou, nos blocos das pirâmides do Egito, tecas macroscópicas fossilizadas do gênero Nummulitidae. Em 1731, Beccarius identificou e descreveu os primeiros foraminíferos microscópicos, classificando-os como vermes, cefalópodos, gastrópodos e corais. Coube a Felix Dujardin, em 1835, demonstrar pela primeira vez que os foraminíferos eram protistas. O primeiro trabalho de organização da sistemática em grande escala dos foraminíferos foi conduzido por Alcide d'Orbigny, que, em 1826, descreveu cinco famílias, compreendendo 52 gêneros e 544 espécies.
Foi na década de 1920, por interesse da indústria do petróleo, que o estudo de foraminíferos ganhou grande impulso. Foi o norte-americano Joseph Augustine Cushman quem primeiro aplicou o conhecimento sobre foraminíferos ao desenvolvimento de técnicas de correlação entre os estratos perfurados por poços de exploração. Atualmente, a Cushman Foundation for Foraminiferal Research, sediada nos Estados Unidos, publica um dos mais importantes periódicos científicos dedicados aos foraminíferos - o  Journal of Foraminiferal Research.

## Foraminíferos atuais

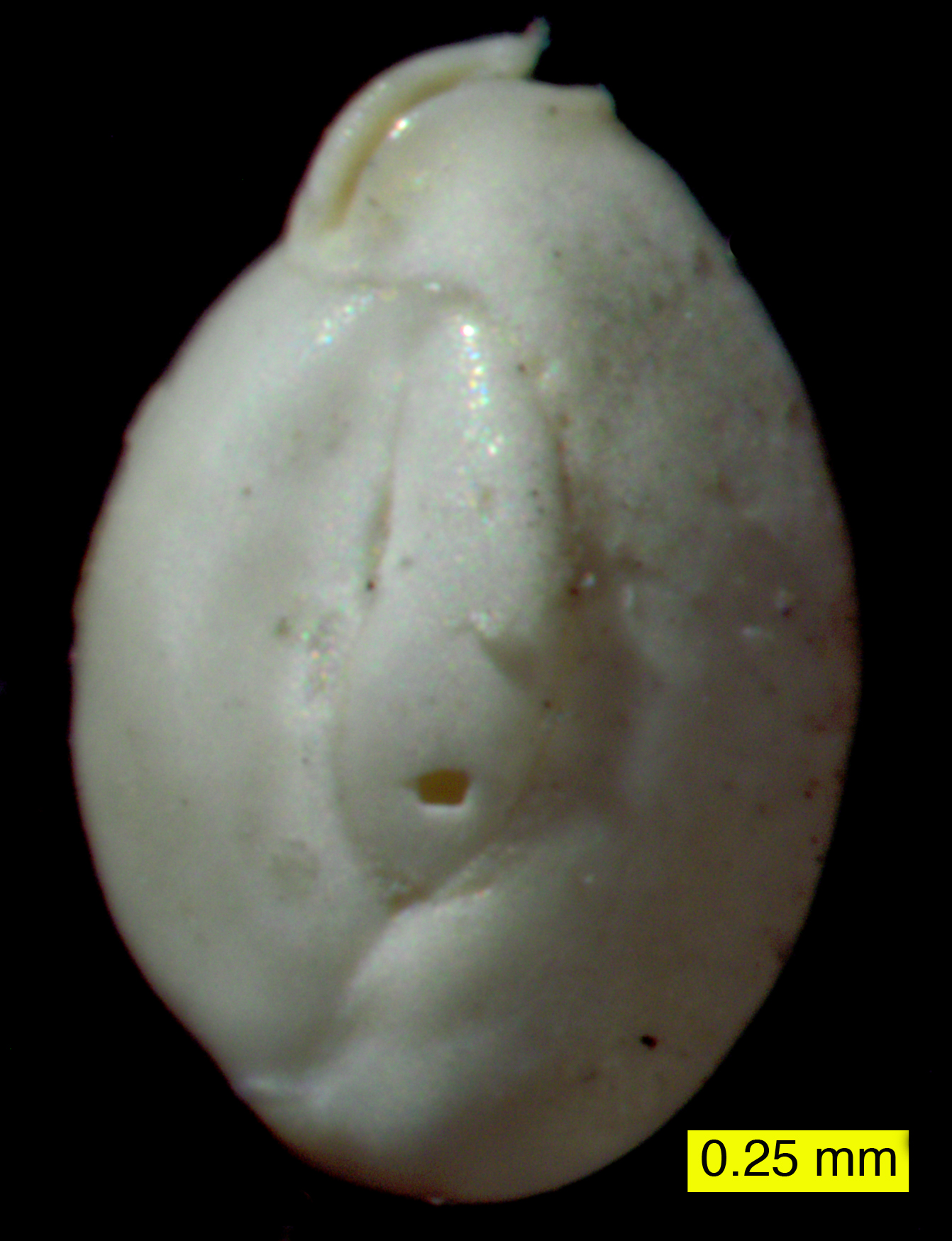
Quinqueloculina

A maior parte das espécies é marinha, embora algumas vivam em águas salobras. Há foraminíferos de água doce e até mesmo uma espécie que vive em solos de florestas pluviais, mas esses representam uma ínfima parcela. A grande maioria é bentônica, sendo que apenas 40 morfoespécies são planctônicas. Contudo, esta soma pode representar apenas uma fração da diversidade real, pois é possível que espécies morfologicamente indistinguíveis sejam geneticamente discrepantes.
Algumas espécies abrigam algas endossimbiontes no interior de suas tecas, tais como as algas verdes, vermelhas, douradas, diatomáceas e dinoflagelados. Há casos de espécies cleptoplásticas, ou seja, digerem algas e retêm seus cloroplastos, que são mantidos por um tempo realizando fotossíntese, da qual o organismo se aproveita.
As espécies estuarinas são mais tolerantes a mudanças significativas nas condições e recursos do ambiente, sendo reconhecidas como euritrópicas. Por outro lado, espécies planctônicas toleram variações mínimas nas condições e recursos ambientais, o que as caracteriza como estenotrópicas.

## Biologia
O citoplasma é dividido em endoplasma granular e ectoplasma transparente, de onde emergem os pseudópodes por uma abertura única na teca ou por numerosos poros. Os pseudópodes servem à locomoção e à fixação do organismo, além de servir também à captura de alimento, principalmente diatomáceas e bactérias.
A reprodução é caracterizada por alternância de gerações, ou seja, há gerações haplóides (reprodução assexuada) e diplóides (reprodução sexuada), sem que essa alternância seja necessariamente uma após a outra. Dependendo da geração, as formas são microsféricas ou megalosféricas. Os  foraminíferos  haplóides, denominados  gamontes, possuem um núcleo simples, que se divide  para formar numerosos gametas, que tipicamente possuem dois flagelos. Já os organismos diplóides, ou esquizontes, são multinucleados, e a formação de gametas se dá por meiose.

## Espécies de oceano profundo
Foraminíferos são encontrados em planícies abissais, mas quatro espécies em especial foram encontradas na Fossa das Marianas, a mais profunda região  conhecida dos oceanos. Como a região tem profundidade maior do que a profundidade de compensação da calcita (4.500 m) - ou seja o carbonato de cálcio encontra-se completamente dissolvido devido à pressão da coluna d'água -, as tecas são orgânicas. As espécies são Resigella laevis e R. bilocularis, Nodellum aculeata e Conicotheca nigrans (gênero endêmico da região). Em outras zonas abissais, espécies com tecas aglutinantes também estão presentes.

## Significância evolucionária
Tecas de organismos planctônicos mortos são depositadas massivamente no assoalho oceânico, mantendo-se muito bem preservadas no registro fóssil. Principalmente a partir da década de 1960, programas internacionais de exploração oceânica e de petróleo trouxeram à tona longos testemunhos de sedimento. A excelente preservação das tecas e o controle de alta precisão da idade dos testemunhos possibilitou a reconstrução excepcional da história evolutiva dos foraminíferos até o Jurássico Médio, representando um registro científico sem paralelos para estudos de evolução de um grupo específico de organismos.

## Aplicações dos estudos de foraminíferos
Devido à sua diversidade, abundância, boa preservação dos fósseis e facilidade de análise de amostras, os foraminíferos representam o principal grupo de organismos utilizados na bioestratigrafia, principalmente na datação de rochas. Como determinadas espécies viveram um tempo relativamente curto na história geológica e determinadas associações de espécies são típicas de certas idades, é possível datar uma rocha com boa precisão. A indústria do petróleo investe pesadamente no estudo de microfósseis para construir arcabouço geológico de bacias sedimentares e investigar áreas com grande potencial de geração (rochas geradoras) e acumulação (rochas reservatório) de hidrocarbonetos.
As tecas dos fósseis são formadas pelos elementos de oceanos antigos e, assim, a análise da razão entre isótopos estáveis de O18 e C13 permitem reconstruções paleoclimáticas e da paleoprodutividade dos oceanos, respectivamente. Padrões geográficos de distribuição de fósseis de planctônicos também permitem inferir antigas correntes marinhas. Além disso, a simples razão entre bentônicos e planctônicos serve  para determinar se o ambiente onde as tecas foram depositadas era próximo ou distante da costa (quanto maior o número de bentônicos, mais próximo da costa). Como certas espécies e certas associações são típicas de alguns ambientes, é possível reconstruir precisamente o ambiente deposicional.
Os estudos de organismos atuais têm sido aplicados no monitoramento da acidificação dos oceanos e diagnóstico de impactos ambientais. Neste aspecto, merecem destaque os trabalhos que correlacionam a saúde de recifes de coral à ocorrência e à abundância de determinadas espécies, assim como aqueles que mostram os efeitos de vários tipos de contaminantes sobre os organismos. Neste último caso, deformações nas tecas e alterações na estrutura das comunidades são os principais indicadores de alteração ambiental.